# 福江村 (石川県)
福江村（ふくえむら）は石川県能美郡にあった村。現在の能美市の西部、北陸本線能美根上駅の南東一帯にあたる。

## 歴史
- 1889年（明治22年）4月1日 - 町村制の施行により、中庄村、福岡村、西二口村、野村、中ノ江村及び五間堂村の区域をもって、福江村が発足する。
- 1907年（明治40年）8月5日 - 福江村、江ノ島村及び釜屋村が合併して、根上村が発足する。

## 交通

### 鉄道路線
後に北陸鉄道能美線の中ノ庄駅・加賀福岡駅が所在したが、当時は未開業。